# Статуя Хатіко
35°39′33″ пн. ш. 139°42′02″ сх. д. / 35.659055555556° пн. ш. 139.70058333333° сх. д.
Статуя собаки породи Акіта Хатіко, який запам'ятався своєю непохитною вірністю померлому господареві, встановлена біля токійської станції Сібуя в Японії. Є популярним місцем для призначення зустрічей, зокрема побачень.

## Історія
У квітні 1934 року на станції Сібуя була встановлена бронзова статуя, створена скульптором Теру Андо, і сам Хатіко був присутній на її відкритті. Статую утилізували для військових потреб під час Другої світової війни.
У 1948 році Товариство відтворення статуї Хатіко замовило Такеші Андо, синові оригінального скульптора (який загинув під час війни від американського бомбардування), виготовити другу статую. Коли нова статуя з'явилася, відбулася церемонія посвячення. Нова статуя, встановлена в серпні 1948 року, досі стоїть і є популярним місцем зустрічей. Вхід на станцію біля цієї статуї називається «Хатіко-гучі», що означає «Вхід/вихід Хатіко», і є одним з п'яти виходів зі станції Сібуя.
Japan Times зіграла з читачами першоквітневий жарт, повідомивши, що бронзову статую викрадено приблизно до 02:00 ночі 1 квітня 2007 року «підозрюваними у крадіжці металу». У фальшивій історії дуже детально розповідалося про ретельно сплановану крадіжку, здійснену чоловіками в робочій формі кольору хакі, які огородили територію помаранчевими конусами безпеки і замаскували крадіжку синіми вініловими брезентами. «Злочин» нібито був зафіксований камерами спостереження.
Місто Одате розглядало можливість запозичення статуї під час реконструкції станції Сібуя напередодні літніх Олімпійських ігор 2020 року.

## Сприйняття
Time Out Tokyo писало, що статуя «може бути найвідомішим прикладом публічного мистецтва Японії». У 2019 році Free Malaysia Today описав статую як «обов'язкову для відвідування в Токіо».

## Галерея

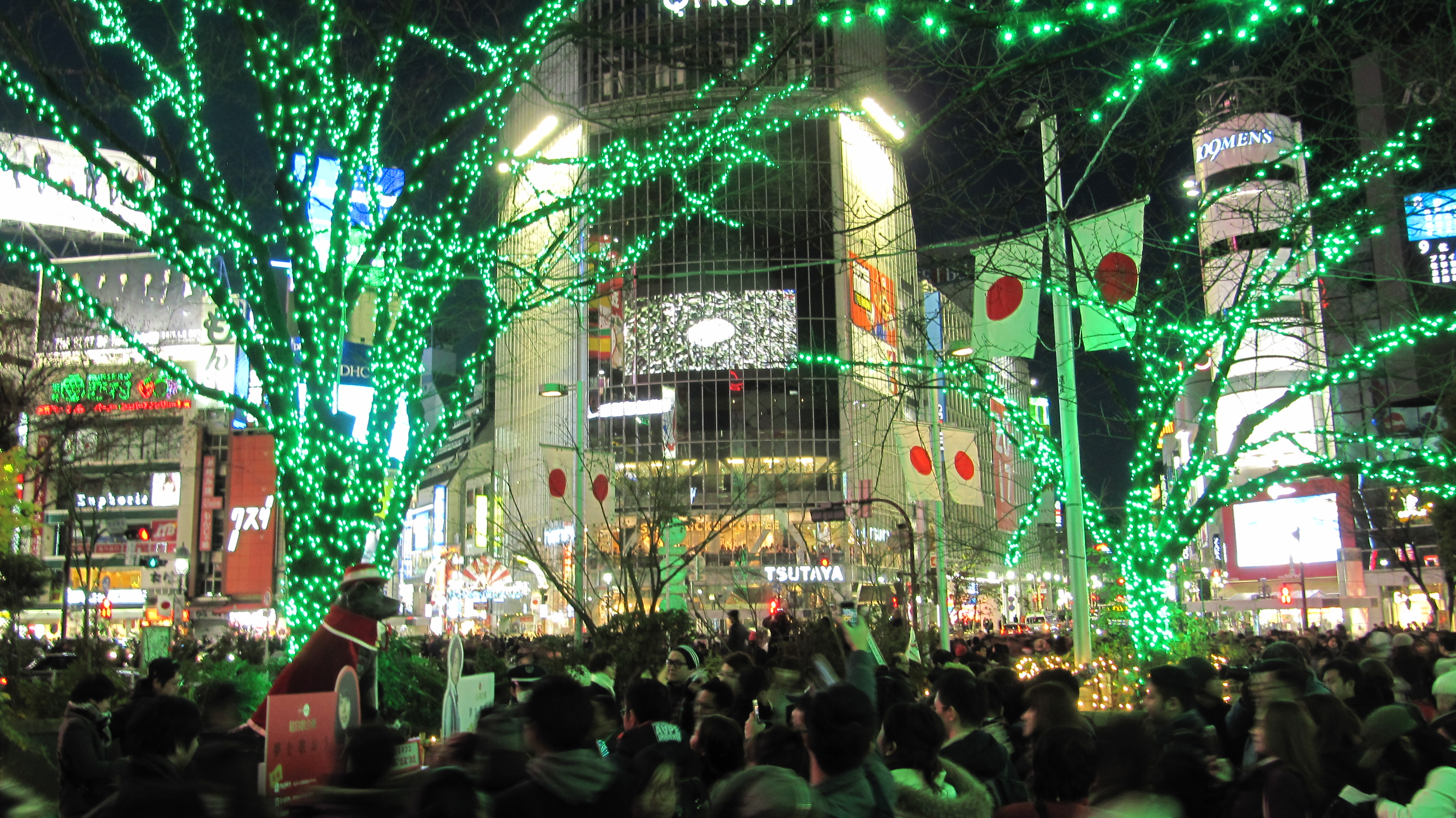
Статуя в оточенні натовпу (2016)
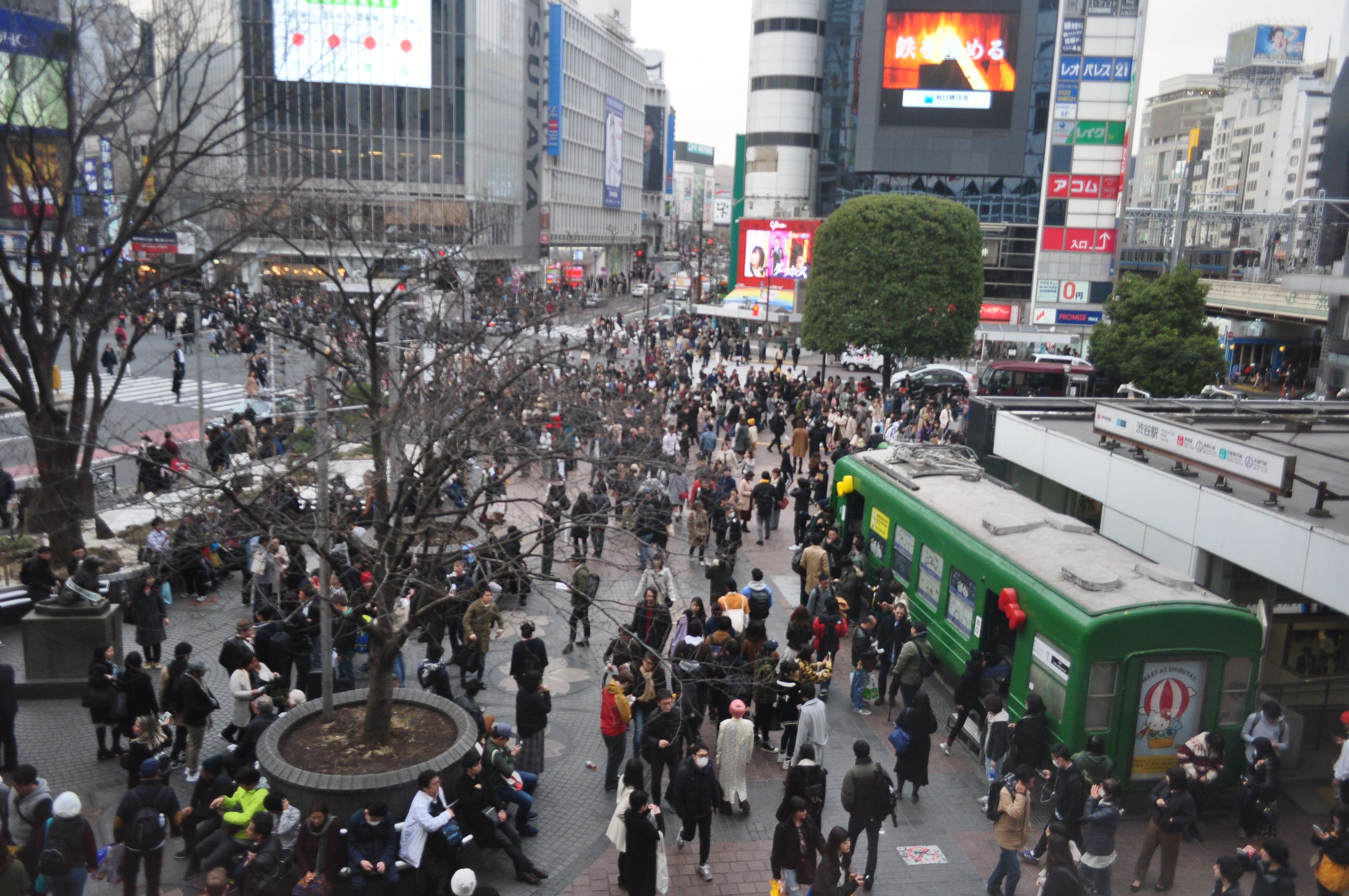
Передня площа Сібуя Хатіко (Hachikō-mae hiroba), зі статуєю в нижньому лівому куті.
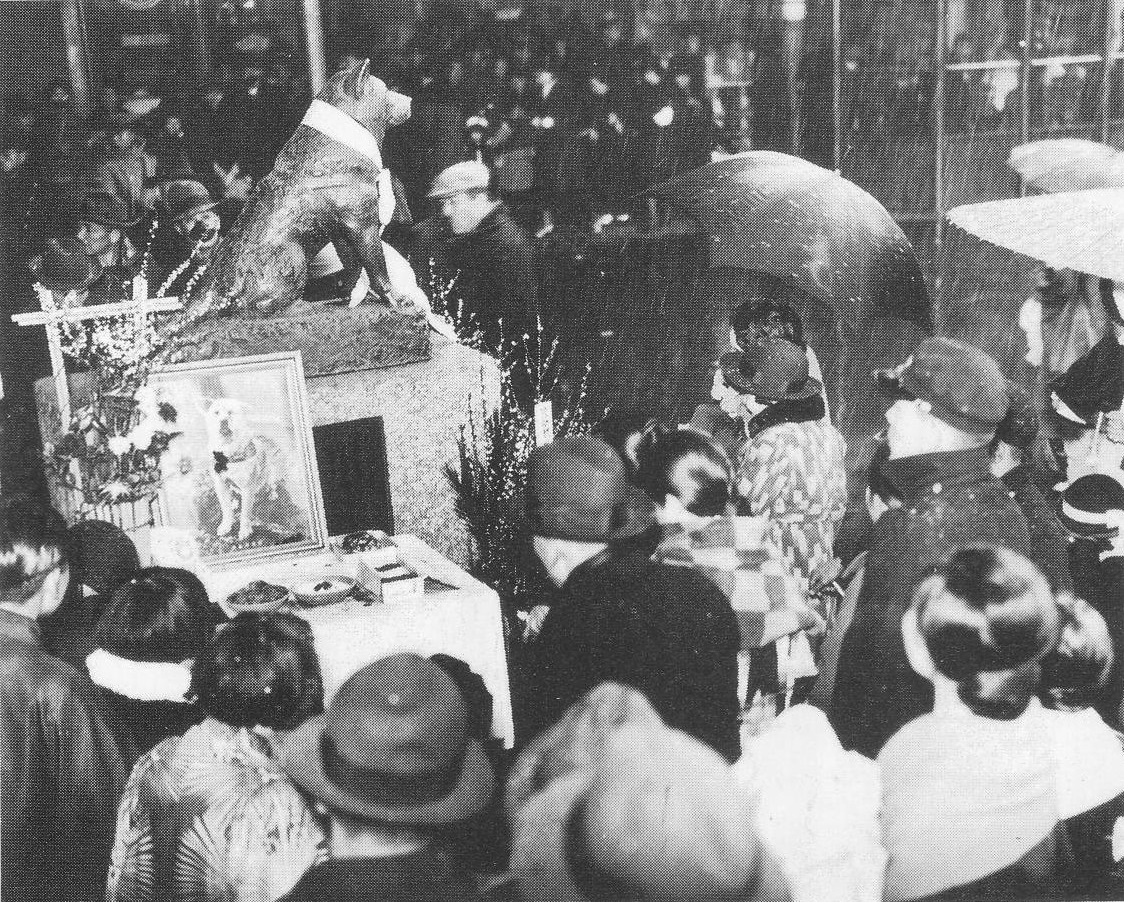
Натовп зібрався навколо (1-ї) статуї Хатіко на честь річниці його смерті 8 березня 1936 року.